# Marokko (film)
Marokko (originaltitel: Morocco) er en amerikansk romantisk dramafilm fra 1930, instrueret af Josef von Sternberg.
Gary Cooper, Marlene Dietrich og Adolphe Menjou spiller hovedrollerne. Jules Furthmans manuskript er baseret på Benno Vignys roman Amy Jolly.
Marokko blev nomineret til fire Oscar-priser for instruktør (von Sternberg), bedste kvindelige hovedrolle (Dietrich), bedste scenografi (Hans Dreier) og bedste fotografering (Lee Garmes).
I 1992 blev filmen udvalgt til bevarelse af US National Film Registry af Library of Congress, da den anses for at være "kulturelt, historisk eller æstetisk signifikant".

## Eksterne Henvisninger
- Marokko på Internet Movie Database (engelsk)
- Marokko på Filmdatabasen
- Marokko i Svensk Filmdatabas (svensk)
- Marokko på AlloCiné (fransk)
- Marokko på MovieMeter (nederlandsk)
- Marokko på AllMovie (engelsk)
- Marokko hos American Film Institute (engelsk)
- Marokkos profil hos Encyclopædia Britannica Online (engelsk)
- Marokko på Turner Classic Movies (engelsk)
- Marokko på The Movie Database (engelsk)